# مايك لاك
مايك لاك هو سياسي كندي، ولد في 4 يونيو 1969 في نيو ويستمينيستر في كندا. حزبياً، نشط في حزب المحافظين الكندي. وقد انتخب عضو مجلس العموم الكندي عن دائرة Edmonton—Wetaskiwin ‏ وقد انضم خلال فترته النيابية ‏  للكتلة البرلمانية حزب المحافظين الكندي.